# Hergensweiler
Hergensweiler er en kommune i Landkreis Lindau, i regierungsbezirk Schwaben, i den tyske delstat Bayern. Den er en del af Verwaltungsgemeinschaft Sigmarszell.

## Geografi
Hergensweiler ligger i Region Allgäu og Westallgäu.

## Inddeling
I kommunen ligger ud over Hergensweiler disse landsbyer og bebyggelser:
| - Mollenberg - Oberholz - Obernützenbrugg - Degermoos | - Wolfgangsberg - Rupolz - Scheidenweiler - Schillers | - Stockenweiler - Unternützenbrugg - Volklings - Hagers |

## Historie
Hergensweiler blev grundlagt omkring år 800 af en Alemanner ved navn Herger. Byen var et Amt i den Frie rigsstad Lindau og blev ved Reichsdeputationshauptschluss i 1803 en del af det nydannede Fyrstedømmet Lindau, der året efter byttede det til Østrig, som så i 1805 måtte aflevere det til Bayern.